# لويجي سيبي
لويجي سيبي (بالإيطالية: Luigi Sepe)‏ (8 مايو 1991 توري دل غريكو إيطاليا - ) هو لاعب كرة قدم إيطالي، يلعب كحارس مرمى.

## روابط خارجية
- لويجي سيبي على موقع الاتحاد الأوربي (الإنجليزية)
- لويجي سيبي على موقع قاعدة بيانات كرة القدم.إي يو (الإنجليزية)
- لويجي سيبي على موقع Soccerway.com (الإنجليزية)
- لويجي سيبي على موقع عالم كرة القدم.نت (الإنجليزية)
- لويجي سيبي على موقع AS.com (الإسبانية)